# Live at the Rotterdam Ahoy
Live at the Rotterdam Ahoy je koncertní dvojalbum anglické hard rockové skupiny Deep Purple, nahrané v roce 2000 v Rotterdamu. Album vyšlo v roce 2001.

## Seznam skladeb
| Disk 1 | Disk 1                   | Disk 1                                          | Disk 1 |
| Pořadí | Název                    | Autor                                           | Délka  |
| ------ | ------------------------ | ----------------------------------------------- | ------ |
| 1.     | Introduction             |                                                 | 2:06   |
| 2.     | Pictured Within          | Jon Lord                                        | 9:26   |
| 3.     | Sitting in a Dream       | Roger Glover                                    | 4:18   |
| 4.     | Love is All              | Glover, Eddie Hardin                            | 4:16   |
| 5.     | Fever Dreams             | Ronnie James Dio                                | 4:23   |
| 6.     | Rainbow in the Dark      | Dio, Vivian Campbell, Jimmy Bain, Vinny Appice  | 4:49   |
| 7.     | Wring That Neck          | Ritchie Blackmore, Nick Simper, Lord, Ian Paice | 6:01   |
| 8.     | Fools                    | Ian Gillan, Blackmore, Glover, Lord, Paice      | 10:04  |
| 9.     | When a Blind Man Cries   | Gillan, Blackmore, Glover, Lord, Paice          | 7:43   |
| 10.    | Vavoom: Ted the Mechanic | Gillan, Steve Morse, Glover, Lord, Paice        | 5:13   |
| 11.    | The Well-Dressed Guitar  | Morse                                           | 3:31   |

| Disk 2 | Disk 2                          | Disk 2                                 | Disk 2 |
| Pořadí | Název                           | Autor                                  | Délka  |
| ------ | ------------------------------- | -------------------------------------- | ------ |
| 1.     | Pictures of Home                | Gillan, Blackmore, Glover, Lord, Paice | 10:11  |
| 2.     | Sometimes I Feel Like Screaming | Gillan, Morse, Glover, Lord, Paice     | 7:26   |
| 3.     | Perfect Strangers               | Gillan, Blackmore, Glover              | 7:37   |
| 4.     | Riff Raff / Smoke on the Water  | Gillan, Blackmore, Glover, Lord, Paice | 10:20  |
| 5.     | Black Night                     | Gillan, Blackmore, Glover, Lord, Paice | 6:27   |
| 6.     | Highway Star                    | Gillan, Blackmore, Glover, Lord, Paice | 7:18   |

## Sestava
- Ian Gillan - zpěv
- Steve Morse - kytara
- Roger Glover - baskytara
- Ian Paice - bicí
- Jon Lord - klávesy

### Hosté
- Ronnie James Dio - zpěv (skladby 3, 4, 5 & 6 na disku 1, skladbatrack 4 na disku 2)
- Miller Anderson - zpěv, kytara
- The Backstreet Dolls - doprovodný zpěv
- The Rip Horns - dechová sekce
- The Romanian Philharmonic Orchestra, kterou řídil Paul Mann